# 2969 Mikula
A 2969 Mikula (ideiglenes jelöléssel 1978 RU1) a Naprendszer kisbolygóövében található aszteroida. Nyikolaj Sztyepanovics Csernih fedezte fel 1978. szeptember 5-én.